# Jedediah Island Marine Provincial Park
Der Jedediah Island Marine Provincial Park ist ein 603 Hektar (ha) großer Provincial Park in der kanadischen Provinz British Columbia. Der Park liegt im Wesentlichen auf Jedediah Island, im qathet Regional District.

## Anlage
Der Park liegt im Sabine Channel, einer Meerenge der Straße von Georgia. Östlich des Parks befindet sich Texada Island und westlich Lasqueti Island. Das Parkgebiet umfasst im Wesentlichen die Landfläche von Jedediah Island, sowie einige kleine Inseln in deren unmittelbarer Nähe, sowie eine große umgebende Wasser- und Litoralfläche (293 ha Land und 310 ha Wasser- und Litoralfläche). Bei dem Park handelt es sich um ein Schutzgebiet der Kategorie II (Nationalpark).
Nordwestlich grenzt der östliche Anteil des Sabine Channel Marine Provincial Park an den Park. Östlich des Jedediah Island Marine Provincial Park, am südwestlichen Ufer von Texada Island, welche ebenfalls zu den nördlichen Gulf Islands gehört, liegt der South Texada Island Provincial Park.

## Geschichte
Wie bei fast allen Provincial Parks in British Columbia gilt auch für diesen, dass er lange bevor die Gegend von europäischen Einwanderern „entdeckt“, besiedelt oder sie Teil eines Parks wurde, Jagd- und Fischereigebiet verschiedener Gruppen der Küsten-Salish, hier besonders der Sliammon und der Nanoose, war. Im Park finden sich aktuell vier registrierte archäologische Stätten, darunter ein Fischwehr der First Nations. Diese Stätten und Oral History bestätigen die Bedeutung der Insel bei der Nahrungsbeschaffung.
1949 wurde die Insel durch die Familie Palmer erworben. Nach Jahren privater Nutzung wollten die bisherigen Eigentümer den Bestand der Insel in weitgehend unberührtem Zustand sicherstellen und sorgten dafür, dass die Insel Teil eines Schutzgebietes wurde. Der Provincial Park wurde am 13. Juli 1995 eingerichtet.
Am 20. August 2007 wurde auf Jedediah Island ein abgetrennte Menschenfuß aufgefunden. Es war der erste Fund einer ganzen Serie an Funden an der Küste der Salish Sea.
2008 wurde der Status des Parks und seine Grenzen neu festgelegt.

## Flora und Fauna
Innerhalb des Ökosystems von British Columbia wird das Parkgebiet der Coastal Douglas Fir Zone (CDFmm) zugeordnet. Diese biogeoklimatische Zonen zeichnen sich durch das gleiche Klima und gleiche oder ähnliche biologische sowie geologische Voraussetzungen aus. Daraus resultiert in den jeweiligen Zonen dann ein sehr ähnlicher Bestand an Pflanzen und Tieren.
Auf das Ökosystem der Insel hatten verwilderte Hausschafe und Ziegen erhebliche Auswirkung. Die Beweidung hat zu einer Änderung der Vegetation und Ökosystemstruktur geführt und hat praktisch die gesamte Baum- und Strauchregeneration beeinflusst. Viele Pflanzen wurden dadurch im erheblich reduziert und einige gelten als vom Verschwinden bedroht.
Die Insel beherbergt Bestände von Douglasien, Wacholder, Küsten-Tannen und Erdbeerbäumen. Der Wald hat einen Unterwuchs an Shallon-Scheinbeeren und Mahonien.

## Aktivitäten
Der Park ist ein sogenannter „Marine Park“ und daher an Ausstattung sowie Infrastruktur an Nutzer ausgerichtet die mit dem Boot anreisen.